# كارميلو غارسيا
كارميلو غارسيا (بالإنجليزية: Carmelo Garcia)‏ هو سياسي أمريكي، ولد في 5 أبريل 1975. حزبياً، نشط في الحزب الديمقراطي. وقد انتخب عضو جمعية نيوجيرسي العامة.